# Барбара Буйка
Барбара Буйка (угор. Barbara Bujka, 5 вересня 1986) — угорська ватерполістка.
Учасниця Олімпійських Ігор 2012 року.
Призерка Чемпіонату світу з водних видів спорту 2013 року.